# Furacão Wilma
O Furacão Wilma atingiu a Península de Yucatan, México, Haiti, Cuba e Flórida (Estados Unidos).
Se formou em 19 de outubro de 2005. Ao se formar Wilma era considerado de categoria 5 na Escala de Furacões de Saffir-Simpson, ao atingir o México estava classificado como categoria 4 e poupou a ilha de Cuba chegando na categoria 3 com ventos de 190 km/h. Foi para categoria 2 depois que grande parte do furacão já havia saído da ilha de Cuba. O que foi destaque de fato para esse furacão é que tal tempestade atingiu a menor pressão já registrada no oceano Atlântico, cerca de 882 milibares,  e a evolução deste de depressão tropical até furacão categoria 5 foi incrivelmente rápida. O Wilma foi o oitavo furacão a atingir a Flórida num período de 14 meses (out/2005).